# Андра Божић
Андреја Андра Божић (Бадњевац, 1899 – Крагујевац, 21. октобар 1941) био је свештеник Српске православне цркве. Божић је био један од организатора четничког покрета у Шумадији и жртва масакра у Крагујевцу.

## Биографија

### Предратни живот
Рођен је 1899. у баточинском селу Бадњевац, у познатој и угледној сеоској породици. Завршио је Богословију и добио парохију у цркви Светих Апостола Петра и Павла у родном селу. Оженио се и имао Радована, Благоја, Радмилу и Десанку. У селу је подигао Дом, обновио сеоске задруге и био члан Главног одбора Савеза српских земљорадничких задруга.
Заједно са својим братом Каменком Божићем, сенатором Краљевине Југославије, подигао је 1940. године спомен-чесму жртвама ратова за ослобођење и уједињење 1912-1918.

### Други светски рат
Око 28. маја 1941. године, код Божића су дошли капетан Милутин Братковић и пешадијски поручник Драган Сотировић, повереник пуковника Драгољуба Михаиловића за Шумадију. Они су му објаснили да пуковник Михаиловић окупља снаге за подизање устанка против окупатора и позвали га да им се придружи, што је Божић са одушевљењем прихватио:
Јави пуковнику Михаиловићу да је Андра Божић од данас њему одани борац и да на њега може рачунати!
Божић је 8. септембра у Бадњевцу одржао састанак групе југословенских краљевских официра и угледних домаћина, на којем је формирано пет четничких одреда. Састанку су присуствовали капетан Александар Милошевић, поручник Драган Сотировић, капетан Мића Обрадовић, Прокопије Гачић, Милутин Братковић, Тадија Вуловић и Аца Домановић. Радмила, ћерка проте Божића, била је једна од организаторки Црних шамија.
Делатност и опредељење проте Божића, било је познато и Марисаву Петровићу, команданту Другог пука Српског добровољачког корпуса, родом из оближњег села Градац.
Припадници Српског добровољачког корпуса су га ухапсили 19. октобра 1941. године и заточили у једној школи у Крагујевцу, у време прикупљања таоца пред крагујевачки масакр. Ту му је пришао Марисав Петровић
Видиш бре, попе Андро, да ти од мене зависи живот. Ако ме је воља, ти ћеш бити стрељан, а ако је мени воља, бићеш пуштен!
На ово му је прото Божић одговорио:
Вала Марисаве, кад мој живот зависи од тебе, и не треба ми! Више волим да будем стрљан но да живим твојом милошћу.
Стрељан је у зору 21. октобра око 8 часова са првом групом таоца на старом српском војничком гробљу у Шумарицама. У Спомен-музеју „21. октобар“ чува се опроштајна порука проте Божића:
Збогом, драги моји! Невино страда, Ваш заувек, Андра.

## Наслеђе
Протину кћерку Радмилу Божић су 1948. године убили агенти УДБЕ. Син Благоје Божић је успео да оде у емиграцију.
На Петровдан 2007. године, на парохијском дому у Бадњевцу је откривена спомен-плоча посвећена проти Андри Божићу.